# Corcoran (Minnesota)
Corcoran es una ciudad ubicada en el condado de Hennepin en el estado estadounidense de Minnesota. En el Censo de 2010 tenía una población de 5379 habitantes y una densidad poblacional de 57,69 personas por km².

## Geografía
Corcoran se encuentra ubicada en las coordenadas 45°6′24″N 93°34′41″O / 45.10667, -93.57806. Según la Oficina del Censo de los Estados Unidos, Corcoran tiene una superficie total de 93.24 km², de la cual 92.52 km² corresponden a tierra firme y (0.77%) 0.72 km² es agua.

## Demografía
Según el censo de 2010, había 5379 personas residiendo en Corcoran. La densidad de población era de 57,69 hab./km². De los 5379 habitantes, Corcoran estaba compuesto por el 92.79% blancos, el 0.37% eran afroamericanos, el 0.5% eran amerindios, el 3.4% eran asiáticos, el 0% eran isleños del Pacífico, el 1.73% eran de otras razas y el 1.21% pertenecían a dos o más razas. Del total de la población el 2.83% eran hispanos o latinos de cualquier raza.